# Anne de Montmorency
Anne de Montmorency, Duque de Montmorency (Chantilly, 15 de março de 1493 – Paris, 12 de novembro de 1567) foi um militar, estadista e diplomata francês. Foi Marechal de França e Condestável de França.

## Primeiros anos
Montmorency nasceu em Chantilly na antiga família Montmorency. Seu pai ocupava funções na Corte do rei Luís XII. Quando criança, conviveu com o futuro rei Francisco I. Em 1512 Montmorency lutou na Batalha de Ravena.

## Reinado de Francisco I
Quando o jovem rei ascendeu ao trono em janeiro de 1515, Montmorency tornou-se um influente membro de sua corte. Neste mesmo ano o rei reafirmou a reivindicação francesa sobre Milão, seguindo Montmorency seu rei para a Itália, distinguindo-se na batalha de Marignano.
Foi nomeado, em 1516, capitão da Bastilha e foi feito governador de Novara. Em 1518 tornou-se um dos reféns retidos pela Inglaterra por Henrique VIII em troca da cidade de Tournai, cujo resgate era devido por Francisco I. Retornou à França a fim de participar da curta e fracassada conferência de paz entre França e o Sacro Império Romano-Germânico, em maio de 1519. No ano seguinte esteve no encontro no Campo do Pano de Ouro e em seguida realizou missões diplomáticas na Inglaterra quando as relações entre os dois países voltaram a degringolar.
Em agosto de 1521 Montmorency ajudou no comando da defesa de Mézières, sob cerco das tropas imperiais. Ainda neste ano comandou tropas suíças na Itália, sendo derrotados na batalha de Bicocca em 27 de abril de 1522, embora tenha sido promovido a Marechal de França em reconhecimento à sua coragem.
De Montmorency passou os próximos três anos defendendo o norte da França contra a invasão inglesa, iniciada em 1523. Àquele tempo a Inglaterra abandonara sua aparente neutralidade e se aliara ao Sacro Império. Em 1524 novamente se uniu a Francisco I na campanha para a retomada de Milão. Em 23 de fevereiro de 1525 os exércitos adversários de italianos, espanhóis e alemães derrotaram os franceses na batalha de Pavia, capturando tanto Montmorency quanto o próprio rei franco. Ambos foram enviados à Espanha, embora Montmorency tenha sido libertado logo depois. Foi um dos negociadores do Tratado de Madri, em 1526, cuidando do rei quando este foi trocado por seus dois primogênitos. Em 1530 ele devolveu ao rei os seus filhos.
A 23 de março de 1526 foi nomeado Grande Mestre de França, com encargo da supervisão da Casa Real e do serviço privado do rei. Em 1527 casou-se com Madeleine, filha de René de Saboia. Apoiou os esforços do rei para formar uma aliança contra Carlos V, procurando junto ao Cardeal Wolsey meios para unir Francisco I e Henrique VIII, em 1527. Isto levou a nova guerra contra o Sacro Império, que terminou com a Paz de Cambrai.

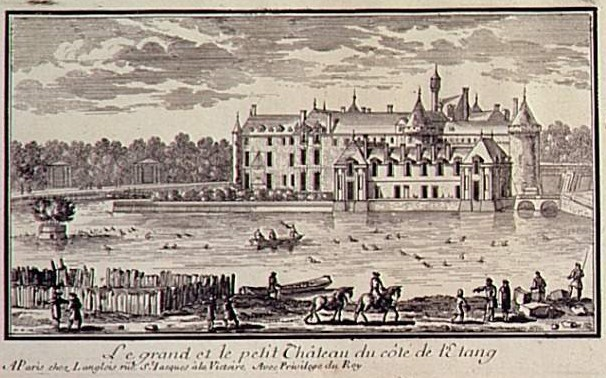
Château de Chantilly ao tempo de Montmorency. Em seus jardins há uma estátua eqüestre do primeiro duque.

Em 1536 Francisco I invadiu Saboia, contrariando os conselhos de Montmorency, reivindicando a posse das terras do ducado, mas também objetivando pressionar Carlos V a devolver-lhe o Milanesado. O Imperador, entretanto, invadiu a Provença pelo norte da Itália, em represália. Francisco designa Montmorency, que justamente acabara de retirar-se da corte para ocupar suas funções de governador de Languedoc, como lugar-tenente General no sudoeste francês, e conduzindo a defesa da Provença usando a tática da terra arrasada. Evacuou Aix-en-Provence e concentrou suas forças próximo a Avinhão. Antes do outono Carlos V tinha retirado seu exército para Gênova, levantando o cerco a Marselha.
Montmorency uniu-se ao rei na Picardia e ao fim da campanha nos Países Baixos marchou em socorro a Turim. Comandou as tropas francesas em 1537 quando estas atacaram Artois nos Países Baixos e capturou muitas cidades antes da trégua de dez anos. A 10 de fevereiro de 1538 o rei o fez Condestável de França.
A este tempo, Montmorency começou a apoiar a paz com o Imperador do Sacro Império, contrariando a opinião dominante na corte. Renovou as negociações com os adversários e encorajou o Papa Paulo III a criar um tratado definitivo. Conseguiu que os dois soberanos se encontrassem em Aigues-Mortes em julho de 1538. As negociações fracassaram, pois Francisco esperava que Carlos daria Milão a um de seus filhos como sinal de aliança, mas o Imperador deu-o ao seu próprio filho Filipe.
Este resultado diplomático adverso fez com que perdesse os favores reais. Francisco voltou-se para seus rivais na corte, como o Cardeal Touron, Claude d'Annebault e sua amante Anne de Pisseleu d'Heilly, duquesa de Etampes. Montmorency retirou-se da corte em junho de 1541. Perdeu o posto de governador de Languedoc e foi proibido de exercer seus outros ofícios. Continuou, porém, a manter correspondência com o príncipe Henrique.

## Henrique II

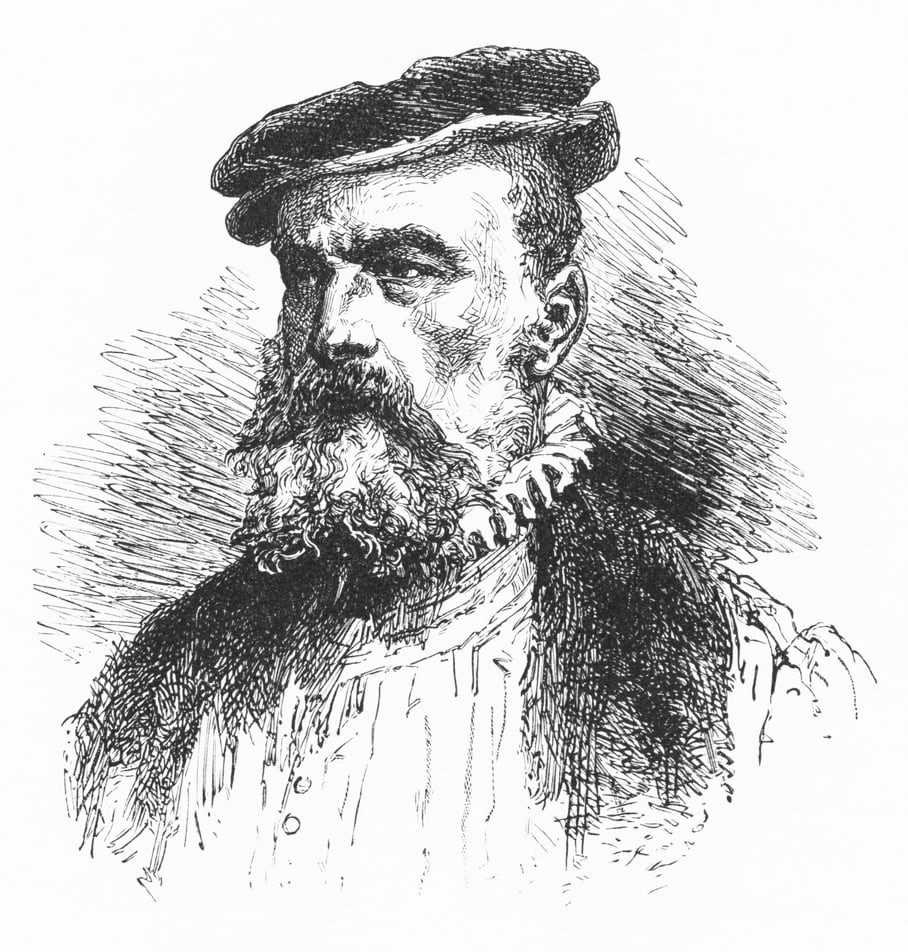
Anne de Montmorency, em idade madura.

Montmorency não retomou a vida pública até a ascensão de Henrique II, em março de 1547. O novo rei lhe devolveu todos os cargos e funções e despediu a duquesa de Etampes e todos os seus seguidores. Em 1548 Montmorency esmagou as insurreições do sudoeste, particularmente em Bordéus.
Em 1549-50 comandou a guerra no Boulonnais, enquanto negociava um tratado para a rendição de Boulogne no dia 24 de março de 1550. Como recompensa o rei criou-lhe um ducado semelhante ao baronato. Pouco depois suas tropas lutaram ao nordeste, conquistando Metz, Toul e Verdun.

## Francisco II
As tentativas de Montmorency de reverter a situação na Batalha de S. Quentin, em 10 de agosto de 1557 levou-o à derrota e sua captura. Permaneceu preso até a Paz de Cateau-Cambrésis, em outubro de 1558.
Antes disso, os Guise haviam-no suplantado na influência sobre o jovem rei de quinze anos, Francisco II, que o tratou com indiferença. Montmorency teve que deixar o lugar de Grande Mestre, que foi ocupado -elo Duque de Guise. Entretanto, teve seu filho nomeado marechal, em compensação. Aposentado, voltou-se para suas propriedades.

## Guerras religiosas francesas

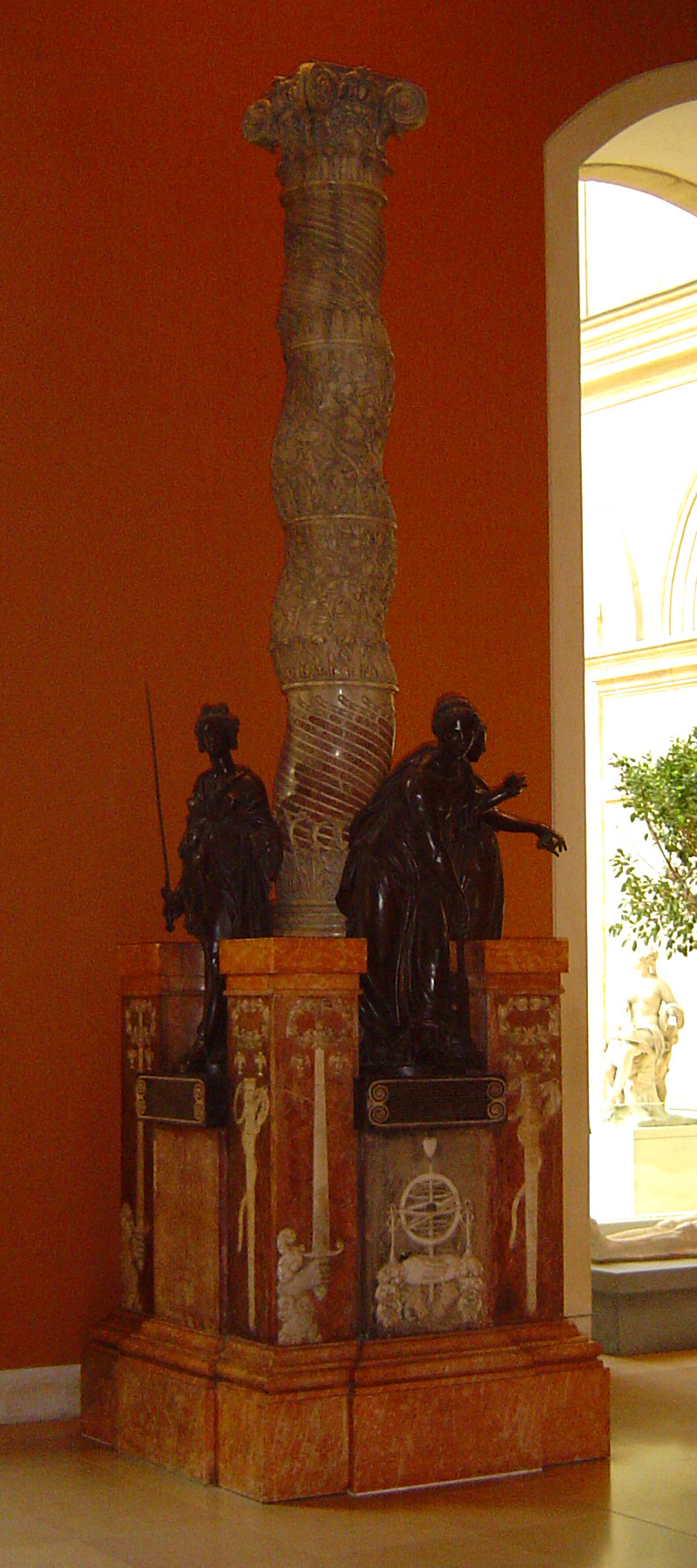
Monumento à sagração como Condestável de Anne de Montmorency, por Barthélemy Prieur. Museu do Louvre.

Com a ascensão de Carlos IX, em 1560, Montmorency novamente assumiu suas atribuições na corte. Entretanto, quando os Bourbons, inclinados ao Protestantismo, começaram a firmas sua influência sobre o jovem rei, o católico Montmorency deixa novamente a corte. Em abril de 1561 aliou-se a Francisco, Duque de Guise, seu antigo adversário, e a Jacques d'Albon, Marechal Saint-Andre - para formarem um triunvirato na defesa do catolicismo.
Montmorency teve importante papel na guerra de 1562. Ele foi logo capturado na batalha de Dreux quando a cavalaria que comandava foi derrotada. Sua tropa venceu a batalha, que foi uma das mais sangrentas do século XVI. Ele ajudou a negociação do Tratado de Amboise, em 19 de março de 1563.
Em 1567 os huguenotes tentaram pressionar para obter melhores condições junto ao rei. Em 10 de novembro deste ano Montmorency conduziu o exército real à vitória na Batalha de Saint-Denis, mas foi fatalmente ferido. Morreu em Paris, dois dias depois.

## Descendência
De seu casamento teve doze filhos:
- François (1530-1579), sucedeu ao pai como Duque de Montmorency.
- Henrique (1534-1614), sucedeu seu irmão mais velho como Duque de Montmorency.
- Charles
- Gabriel
- Guillaume (m. 1593)
- Eléonore (m. 1557)
- Jeanne (1528-1596)
- Catherine
- Marie
- Anne
- Louise
- Madeleine